# Vila Clotilde (São Tomé)
Vila Clotilde é uma aldeia de São Tomé e Príncipe, localiza-se no Distrito de Caué, ilha de São Tomé, próxima às localidades de Mateus Sampaio, Nunes de Oliveiro e Emolve.